# Lepidagathis cuneiformis
Lepidagathis cuneiformis är en akantusväxtart som beskrevs av Kameyama. Lepidagathis cuneiformis ingår i släktet Lepidagathis och familjen akantusväxter. Inga underarter finns listade i Catalogue of Life.